# Долгое (озеро, Селижаровский муниципальный округ)
Долгое — озеро в Селижаровском муниципальном округе Тверской области России.
Озеро расположено в западной части болота Малый Чистик.

## Данные водного реестра
По данным государственного водного реестра России относится к Верхневолжскому бассейновому округу, водохозяйственный участок реки — Волга от истока до Верхневолжского бейшлота. Речной бассейн реки — (Верхняя) Волга до Куйбышевского водохранилища (без бассейна Оки).
Код объекта в государственном водном реестре — 08010100411110000000398.